# Olav Sunde
Olav Sunde (Noruega, 17 de agosto de 1903-10 de noviembre de 1985) fue un atleta, especialista en la prueba de lanzamiento de jabalina en la que llegó a ser medallista de bronce olímpico en 1928.

## Carrera deportiva
En los JJ. OO. de Ámsterdam 1928 ganó la medalla de bronce en el lanzamiento de jabalina, llegando hasta los 63.97 metros, siendo superado por el sueco Erik Lundqvist (oro con 66.60 metros) y el húngaro Bela Szepes (plata con 65.26 metros).